# Mistrzostwa Australii i Oceanii w Chodzie Sportowym 2014
Mistrzostwa Australii i Oceanii w Chodzie Sportowym 2014 – zawody lekkoatletyczne, które odbyły się 2 lutego w australijskim mieście Hobart. Zawody zaliczane były do cyklu IAAF Race Walking Challenge. Rozegrano chód na 20 kilometrów kobiet i mężczyzn.

## Rezultaty
| Konkurencja:           | Złoto           | Wynik      | Srebro             | Wynik   | Brąz           | Wynik   |
| Chód na 20 km mężczyzn | Dane Bird-Smith | 1:22:39 WL | Chris Erickson     | 1:25:23 | Rhydian Cowley | 1:26:49 |
| Chód na 20 km kobiet   | Kelly Ruddick   | 1:34:44    | Stephanie Stigwood | 1:37:39 | Rachel Tallent | 1:38:38 |